# Hahnia pusilla
Hahnia pusilla es una especie de araña araneomorfa del género Hahnia, familia Hahniidae. Fue descrita científicamente por C. L. Koch en 1841.
Habita en Europa, Rusia (Europa, Cáucaso, Siberia del Sur).